# Hofmester
Hofmester (senere også skrevet hovmester) var en historisk titel for en højtstående hofembedsmand, der som regel bestyrede en kongelig persons husholdning.
Betegnelsen opstod i det tysk-romerske Rige i senmiddelalderen. En hofmester kunne tjene under enten kongen (kejseren) eller en af fyrsterne. Hos de sidstnævnte var hofmesteren som regel både chef for hofstaten og fyrstens stedfortræder og øverste minister. Hos den tysk-romerske kejser blev embedet delt tidligt, så hofholdningen var under en hushofmester, mens politiske anliggender (og desuden retten til at have forsædet i Hofrådet i kejserens sted) gik til en overhofmester eller senere rigshofmester. Efter tysk forbillede blev embedet indført på Valdemar Atterdags tid i Danmark, hvor det kom til at danne grundlaget for det senere embede som rigshofmester. 
I senere tid fik hofmester en mere almindelig betydning, hvor det blev brugt dels om en person, der bestyrede en større husholdning (selv hvis det ikke var en konges eller fyrstes), dels om opdragere for fornemme folks børn og om huslærere mere generelt. Sidstnævnte betydning stammer sandsynligvis fra, at prinser og prinsesser som regel havde deres egen hofmester, der tog sig af barnets opdragelse og også var chef for deres hofstat og den dertil hørende hofholdning.
Forstanderen for Sorø Akademi, så længe dette bestod som sådant, førte titelen over-Hofmester.